# Scylla (Seekabel)
Das Scylla-Seekabel ist ein privates Telekommunikations-Seekabelsystem, welches im September 2021 in Betrieb genommen wurde. Es verbindet die Niederlande mit dem Vereinigten Königreich und ist im Besitz von euNetworks. Das Seekabel ermöglichte die erste neue Seekabelverbindung zwischen den Niederlanden und Großbritannien seit 22 Jahren.
Scylla besteht aus 96 Glasfaserpaaren des Typs Corning SMF28 Ultra G657.A1. Es wurde bis zu drei Meter tief unter dem Meeresboden vergraben, um es vor potenziellen Angriffen zu schützen.
Das Kabel besitzt eine Länge von knapp 200 Kilometern und Landungspunkte in:
1. IJmuiden,  Niederlande
2. Lowestoft,  Vereinigtes Königreich